# Soldiers Field Road

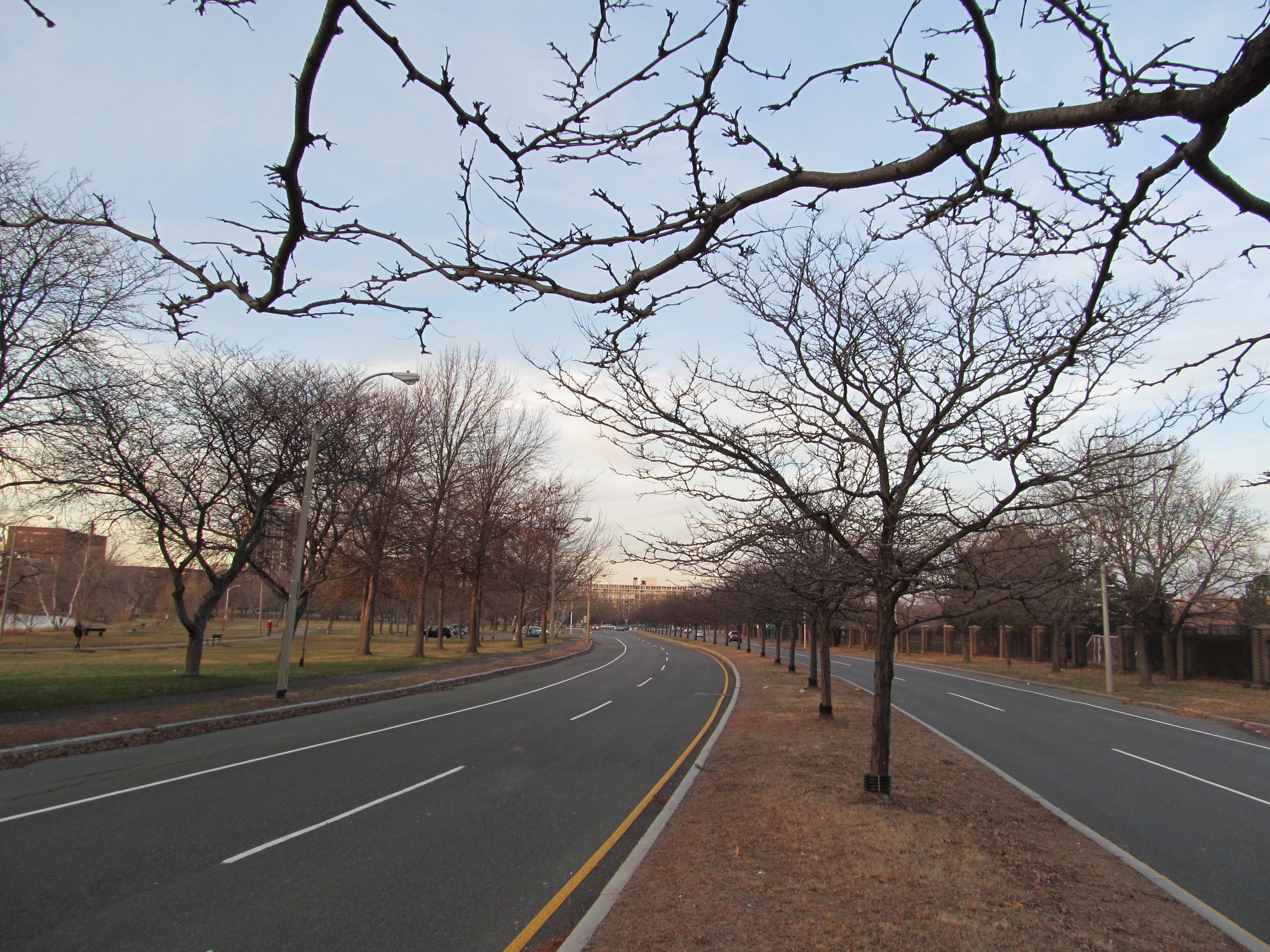
Die Soldiers Field Road in östlicher Fahrtrichtung in Allston

Die Soldiers Field Road ist ein viel befahrener Parkway in Boston im Bundesstaat Massachusetts der Vereinigten Staaten von Amerika. Die Straße beginnt im Westen am U.S. Highway 20 im Stadtteil Brighton und führt zunächst zur Boston University Bridge. Sie folgt dann dem Verlauf des Charles River und führt an der Harvard University sowie der Boston University vorbei. Die Soldiers Field Road ist ein Teil eines fast 9 mi (14,5 km) langen, fortlaufenden Straßenzugs entlang des Südufers des Charles River, der in östlicher Richtung in Gestalt des Storrow Drive, des David G. Mugar Way und der Embankment Road sowie in westlicher Richtung als Nonantum Road fortgesetzt wird.